# 安藤奈津
《安藤奈津》（日語：あんどーなつ）是在2008年7月7日到9月22日間，於TBS在每週一20:00－20:54（日本標準時間）播放，由貫地谷詩穗梨及國村隼主演的電視劇，共播出12集。
電視劇是改編自由小學館出版、西祐治原作、Terry山本畫的同名漫畫。

## 概要
劇情主要是描述在東京淺草一間歷史悠久的和菓子店工作的女主角，以專業日式點心師傅為目標而成長的故事，以及在她周圍所發生的各式充滿人情味的小故事。
每集除了會介紹各式的和菓子外，也介紹了許多與和菓子相關的俳句及落語。

## 劇情
想成為西式點心師傅的安藤奈津（貫地谷栞飾演），原本工作的糕餅店因為老闆娘去世而結束營業，她只好前往另一間點心企業面試，但並沒有獲得錄取，在回程途中她陰錯陽差遇見在「滿月堂」工作的和菓子師傅－梅吉（國村隼飾演），她被對方專注製作和菓子的態度所吸引，於是拜對方為師……。

## 主要演員、角色簡介
- 安藤奈津：貫地谷栞
故事的主人公，福井縣出身，畢業於專門西式點心學校，以作為一個西點師傅，製作讓人溫馨的點心作為人生的目標，然而卻陰差陽錯地走進“滿月堂”中拜了安田梅吉為師，步上作為一個和菓子職人的漫長旅途。雖然父母雙亡，仕途失利，卻總能保持著明亮堅強的性格面對人生。
- 安田梅吉：國村隼
百年老店「滿月堂」的當家師傅，平時被人愛稱為“梅”，有著三十年的和菓子製作經驗。平時看似不茍言笑，但其實是個細膩的人。
- 丸岡竹藏：尾美利德
「滿月堂」的師傅，梅吉的弟子，奈津的前輩。平時被人愛稱為“竹”。原本是為了繼承老家的和菓子店，十八岁时被送到「滿月堂」學習，也有十五年以上的在職經驗了，目前還在「滿月堂」修業中。
- 月岡光子：
「滿月堂」的老闆娘，平時總是一身和服的打扮，丈夫過世之後便獨力經營滿月堂。
- 一ツ橋あやめ：白川由美
- 三津屋陽介：細田義彥
- 三津屋勘助：山田明鄉
- 三津屋ゆかり：黑澤宗子（森三中）
- 三津屋かづ江：柴田理惠
- 三津屋悦子：田中律子
- 三津屋文哉：渡邊奏人
- 三津屋龍太：金子昇
- 蔵田秀明：高川裕也
- 蔵田真美子：真瀨樹里
- 藤村弘道：林家正藏
- 藤村今日子：金谷真由美
- 泰造：柳樂健壹
- まめ奴：牧村三枝子
- 美代：渡邊夏菜

## 主題曲
- 猴子把戲

## 外部連結
- （日語）TBS「安藤奈津」公式官網 （页面存档备份，存于）